# Schlangensterne
Die Schlangensterne (Ophiuroidea) sind eine Klasse der Stachelhäuter (Echinodermata) und gehören dort zum Unterstamm der Eleutherozoen (Eleutherozoa). Der wissenschaftliche Name dieser Tierklasse leitet sich von gr. ophis – Schlange und ura – Schwanz ab. Alle Schlangensternarten leben im Meer.
Obwohl den Schlangensternen mehr als 2.100 rezenten Arten angehören, sind sich diese vom Aussehen her ähnlicher, als die Angehörigen der anderen Stachelhäuterstämme, zu denen Seesterne, Seeigel, Seegurken, sowie Seelilien und Haarsterne gezählt werden.

## Verbreitung
Die Artenvielfalt der Schlangensterne ist, mit über 800 dort lebenden Arten, im Indopazifik am größten. Sie besiedeln jedoch auch alle anderen Ozeane der Welt, einschließlich der Polargebiete.
Über die Hälfte der bisher beschriebenen Schlangensterne leben in Gewässern in der Nähe der Küste (Schelfregion), während fast ebenso viele Spezies in küstenfernen Gebieten und der Tiefsee angetroffen wurden.

## Anatomie und Merkmale
Schlangensterne sind die nächsten Verwandten der Seesterne und zeichnen sich wie diese durch eine sekundäre Symmetrie aus, bei der ein fünfstrahliger Aufbau mit 5 Armen am häufigsten ist (es gibt jedoch auch Arten mit sechs oder mehr Armen).
Die Zentralscheibe ist sehr klein, die beweglichen Arme sind deutlich von ihr abgesetzt und erreichen je nach Art Längen zwischen 3 und 70 Millimetern. Im Gegensatz zu Seesternen besitzen Schlangensterne keine Saugscheiben, verfügen jedoch ebenfalls über ein Ambulacralsystem, welches für den Austausch von Gasen verantwortlich ist und mit dem kleine Nahrungspartikel aufgenommen und zur Mundöffnung geführt werden. Im Mundbereich befinden sich Skelettplatten, die bei der Zerkleinerung von Nahrung eine ähnliche Rolle übernehmen wie bei Wirbeltieren Kiefer und Zähne. Diese Platten sind bei Schlangensternen deutlicher sichtbar als bei anderen Stachelhäutern, da sie eine sehr dünne Haut haben. Der größte Teil des Rumpfes ist vom Darm erfüllt, der jedoch keine Ausscheidungsorgane (weder Enddarm noch After) hat.

## Sinneswahrnehmung

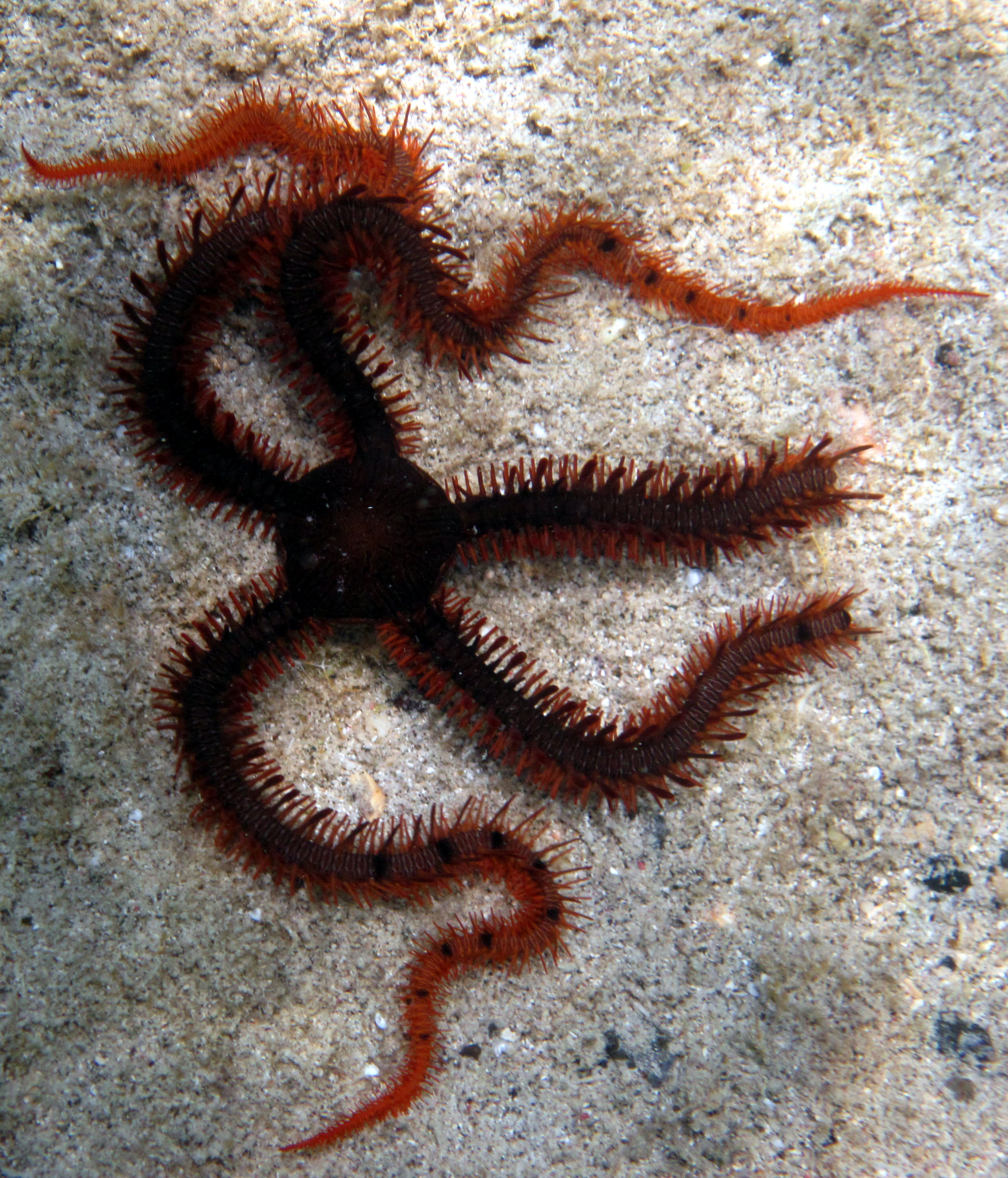
Ein Roter Schlangenstern Ophiomastix wendtii vor Puerto Rico. Diese Schlangensternart ist zur optischen Wahrnehmung fähig.

Mit ihren sensiblen, von Muskeln bewegten Armen nehmen Schlangensterne taktile Reize auf, mit deren Hilfe sie sich orientieren. Es war bereits lange bekannt, dass die Tiere auf Helligkeit und Dunkelheit reagieren und ihre Farbe wechseln können. Mittlerweile wurde nachgewiesen, dass es Schlangensternarten gibt, auf deren Rumpfscheibe sich eine Verdickung des Calcitskeletts befindet, welches ähnlich wie ein Auge funktioniert. Fotorezeptoren ermöglichen diesen Schlangensternen sich bei Tageslicht aktiv zu verstecken und durch Farbwechsel auf Lichtveränderungen zu reagieren.

## Lebensweise

### Ernährung
Die Nahrung der Schlangensterne besteht, je nach Art und Lebensraum aus Detritus, Aufwuchs, Aas oder Plankton (Gorgonenhäupter) und wird entweder aktiv aufgetupft und zum Mund geführt oder aus nährstoffreichen Strömungen filtriert – wofür einige Arten über mehrfach aufgespaltene Fangarme verfügen.

### Fortbewegung
Die Fortbewegung erfolgt durch das schlängelnde Bewegen der Arme, wodurch sie recht flink werden. Dreidimensionale Bewegungen ermöglichen es den Tieren sich zwischen Korallen und großen Algen nach Halt zu suchen und sich dann hangelnd fortzubewegen. Die Tiere sind sehr empfindlich gegen Berührungen, die Arme werden bei Gefahr oft abgeworfen, in der Regel aber wieder regeneriert.

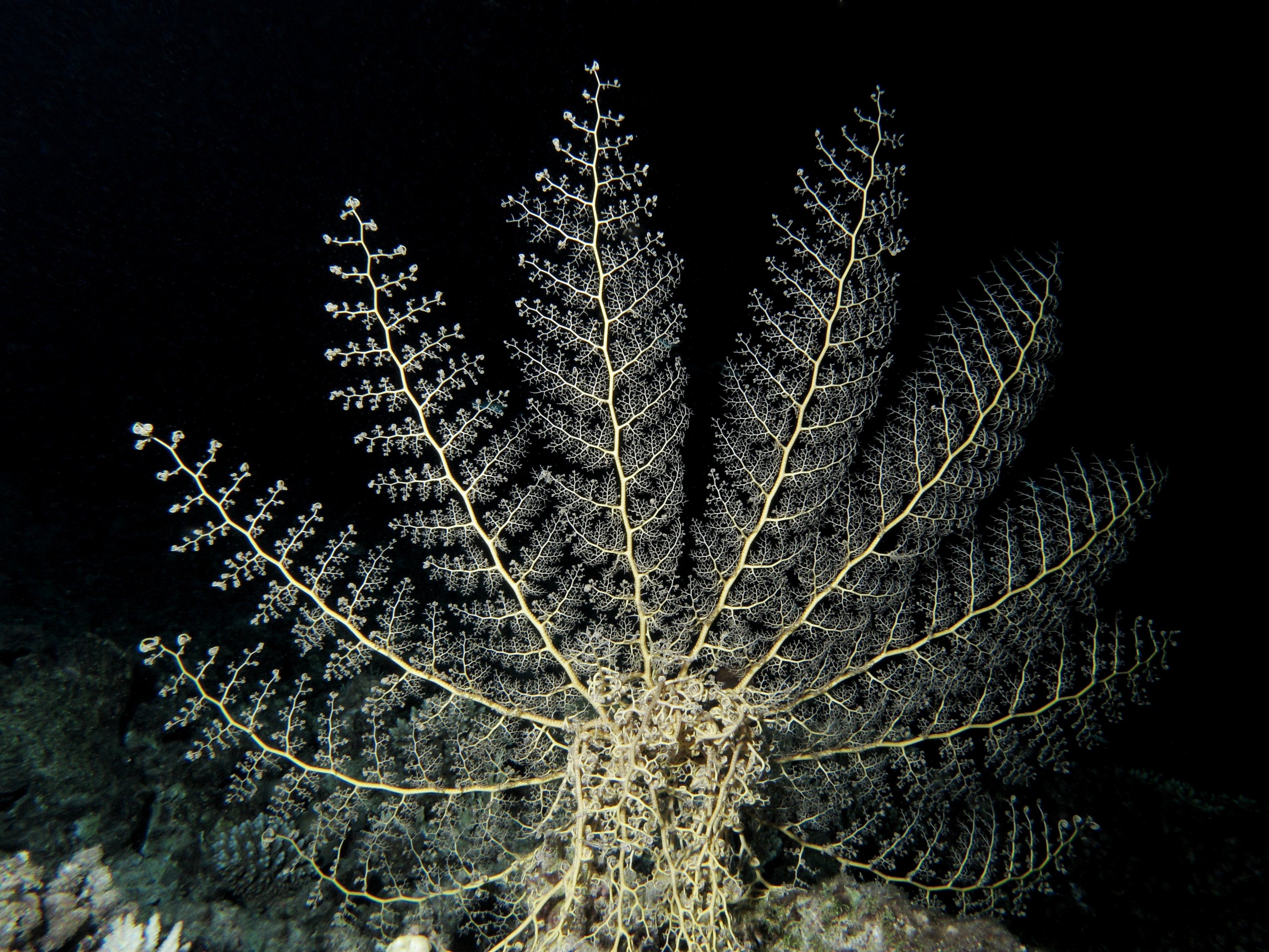
Schlangensterne wie dieser Astroboa nuda, aus der Familie der Gorgonenhäupter, nutzen ihre verzweigten Arme, um sich als Filtrierer zu ernähren

### Abwehr von Feinden
Schlangensterne werden von Fischen, die ihre Nahrung am Meeresgrund suchen, als Beute angesehen. Es geschieht nicht selten, dass dabei einem Schlangenstern ein Arm verloren geht. Dieser wächst jedoch schnell wieder nach. Einige Arten besitzen leuchtende Drüsenzellen an den Dornen ihrer Arme, die einen Lichtschein erzeugen, wenn der Arm abgebissen wird. Dies schreckt die meisten Räuber ab, so dass sie in die Flucht geschlagen werden.

## Fortpflanzung
Ob die Befruchtung im Wasser oder im Körper des Schlangensterns erfolgt, liegt an dessen Lebensraum und der Wassertemperatur. Die bilateral-symmetrischen Larven der Schlangensterne werden als Pluteus (Ophiopluteus) bezeichnet. Normalerweise sind die Larven frei schwimmend, entwickeln sich jedoch bei allen Arten, die in den Polarmeeren (Arktischer und Südlicher Ozean) leben innerhalb der Elterntiere. Es gibt Arten, die sich asexuell durch Zweiteilung fortpflanzen.

## Fossiles Vorkommen

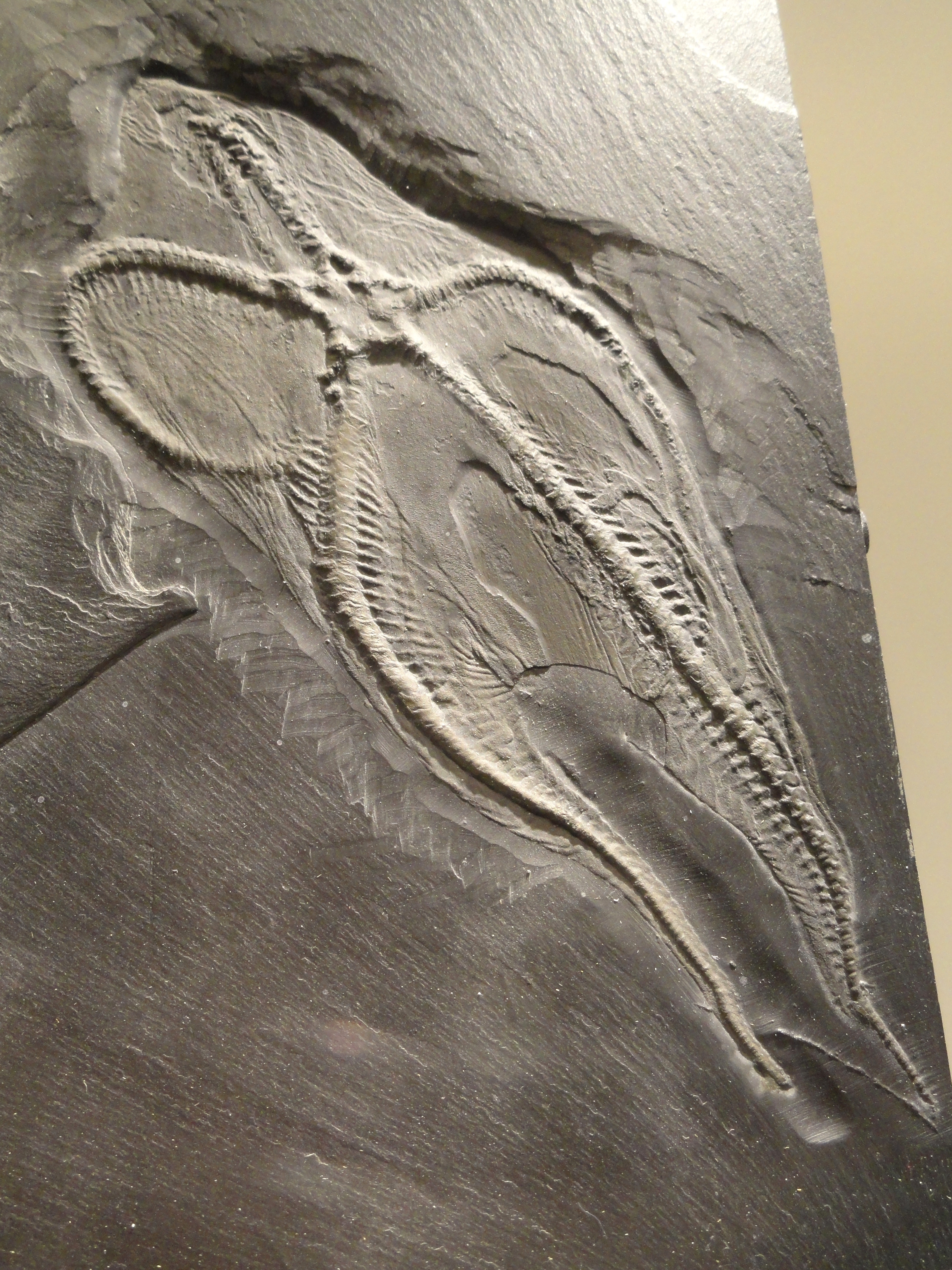
Loriolaster mirabilis, ca. 390 Mio. Jahre alt

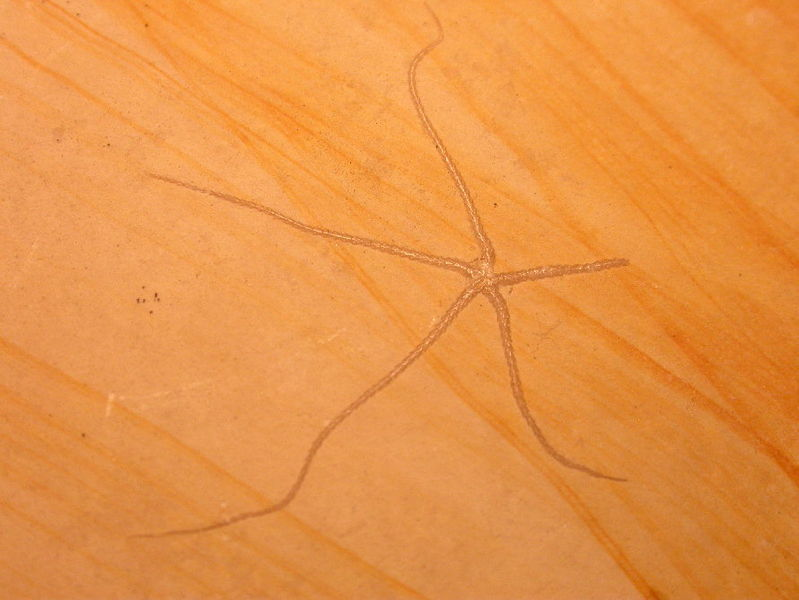
Etwa 150 Mio. Jahre altes Fossil eines Schlangensterns aus dem Solnhofener Plattenkalk

Die Schlangensterne entwickelten sich bereits im frühen Ordovizium vor ungefähr 500 Mio. Jahren, dennoch sind ihre Überreste verhältnismäßig selten fossil überliefert, denn die filigranen Körper zerbrechen recht leicht.
Im Hunsrückschiefer wurden bei Bundenbach sehr gut erhaltene, versteinerte Exemplare der Art Loriolaster mirabilis gefunden, die rund 390 Millionen Jahre alt sind.
Manche vielarmige Fossilien dieser Tiere, wie auch bestimmte Fossilien von Seelilien und Haarsternen (Crinoidea), wurden in einer Vergangenheit, als diese versteinerten Formen bei ihren Betrachtern noch Schrecken erregen konnten, als „Medusenhaupt“ bezeichnet. Die meeresbewohnende Medusa aus der griechischen Mythologie ließ durch den bloßen Anblick ihres von Schlangenhaar bedeckten Kopfes Menschen zu Stein werden.

## Systematik

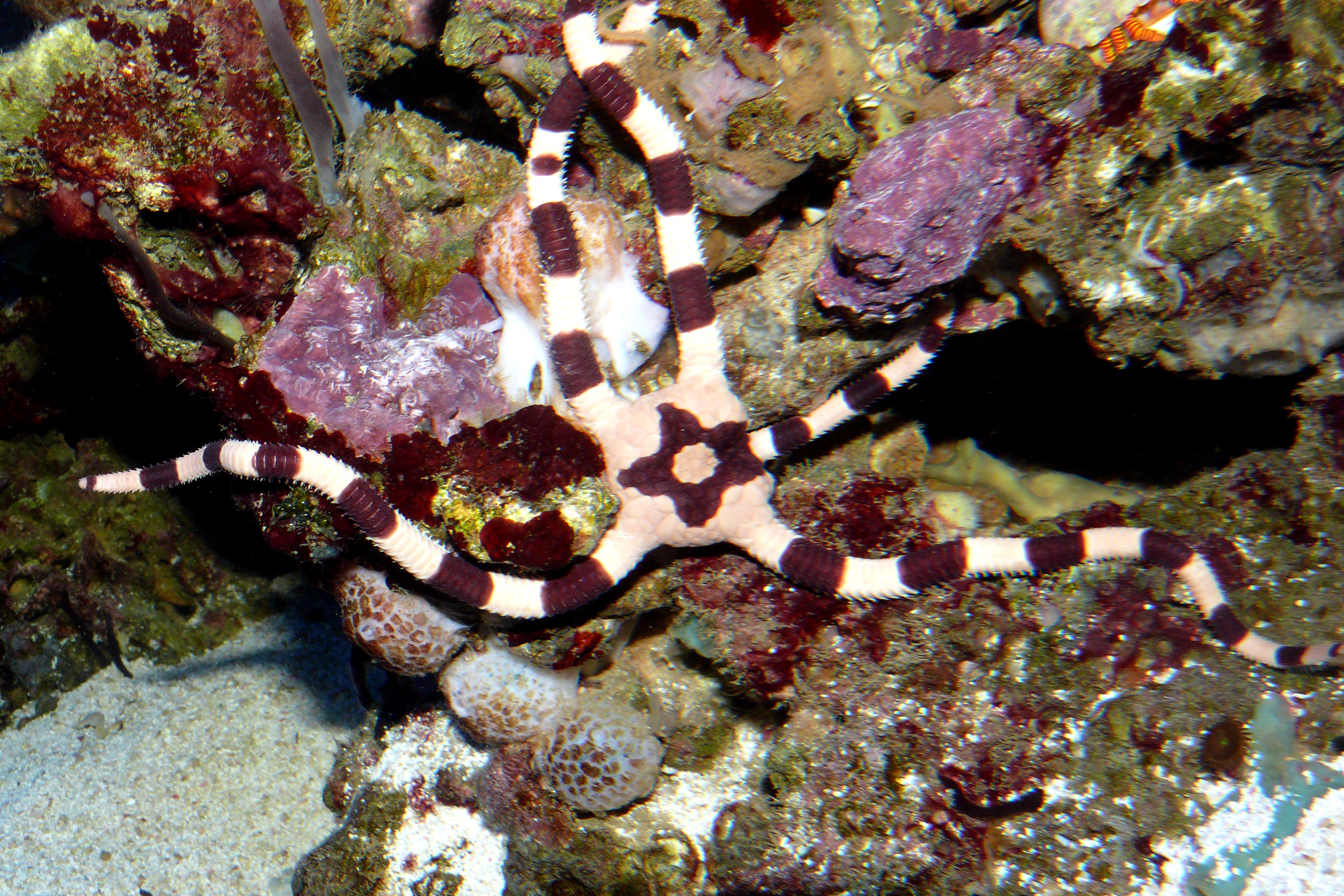
Gebänderter Schlangenstern (Ophiolepis superba)

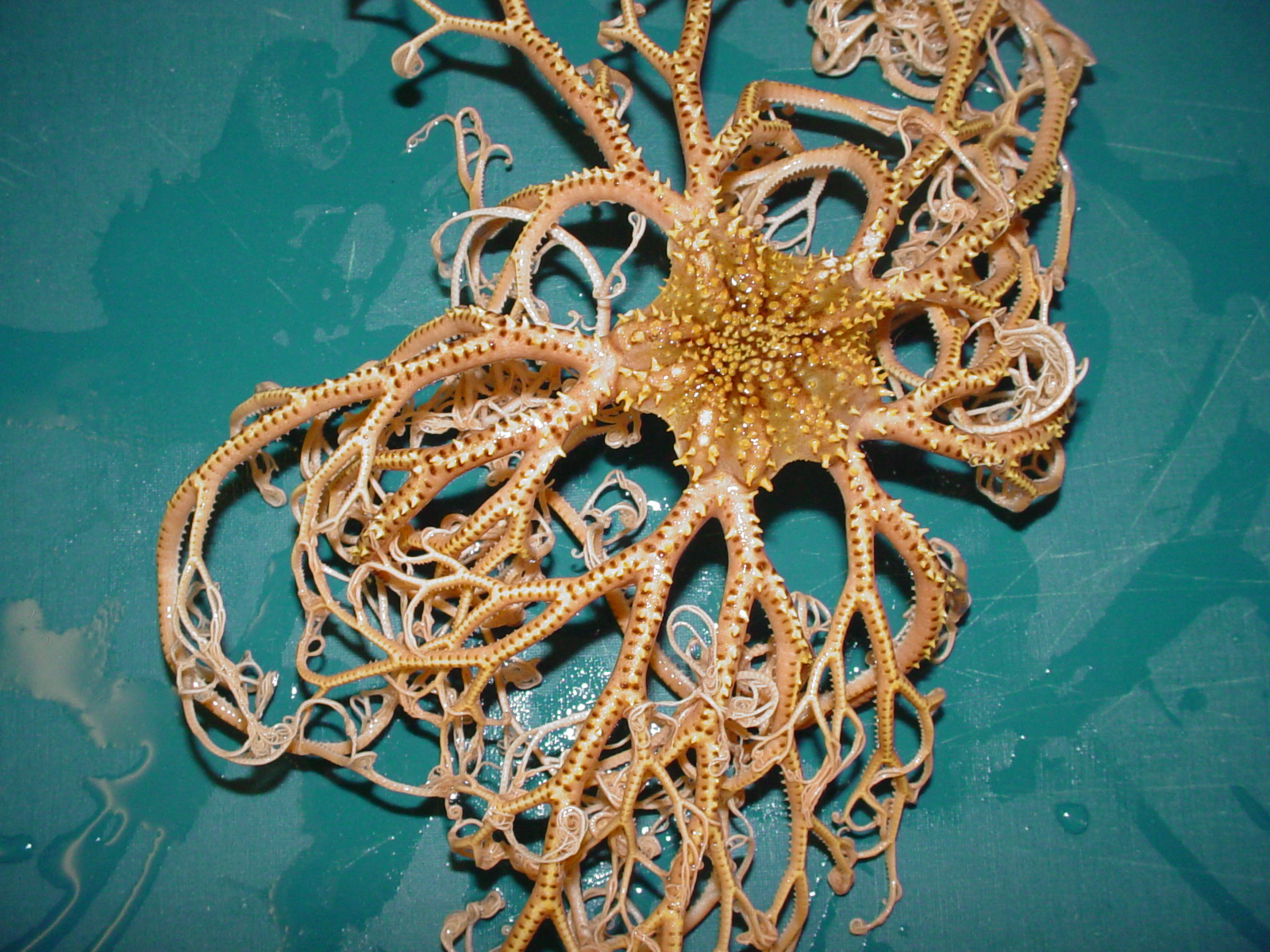
Gorgonenhaupt

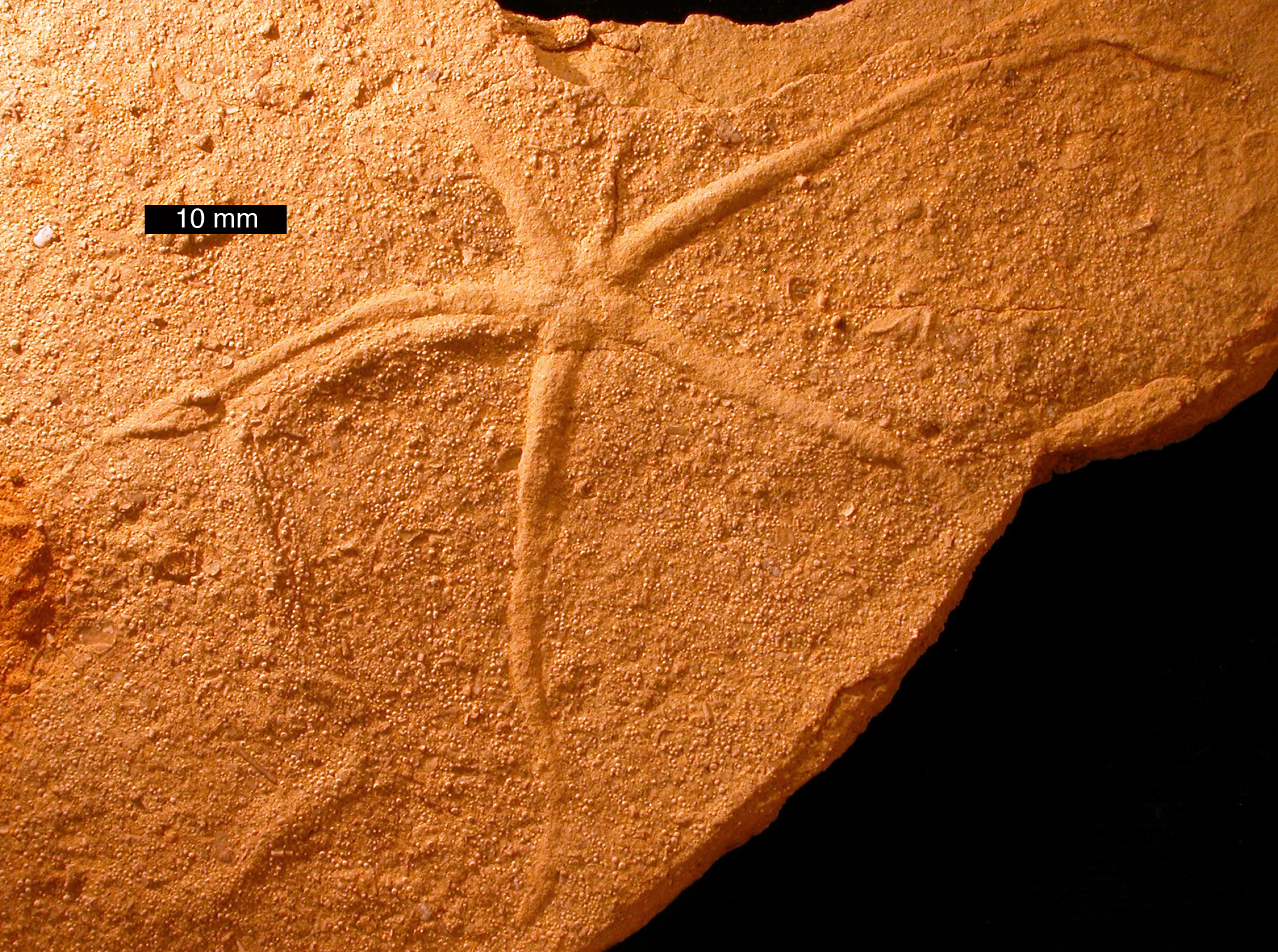
Asteriacites

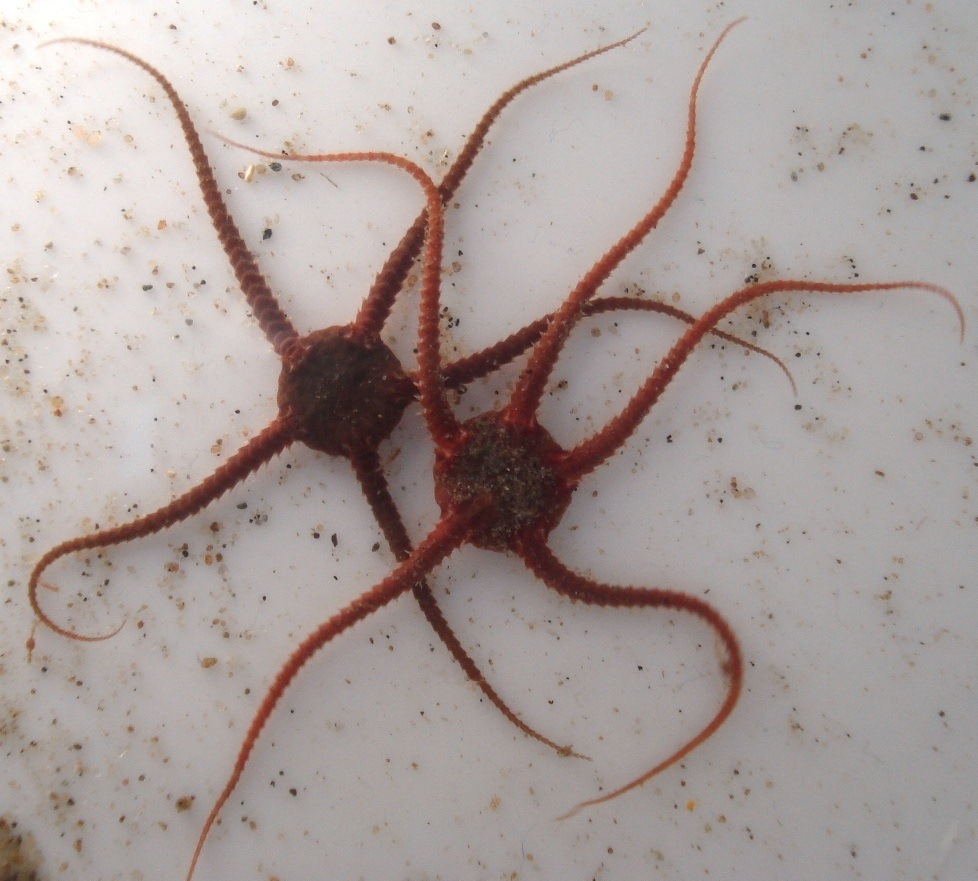
Heller Schlangenstern (Ophiura albida)

Schlangensterne werden in drei Ordnungen, sechs Unterordnungen und 33 Familien unterteilt, die insgesamt 250 Gattungen und mehr als 2100 Arten umfassen. Sie sind damit die artenreichste Klasse der Stachelhäuter. Die Datenbank des World Register of Marine Species verzeichnet 2.136 wissenschaftlich beschriebene und voneinander abgegrenzte Arten (Stand: Januar 2025).
Im Einzelnen unterscheidet man:
- Ordnung Oegophiurida
  - Unterordnung Zeugophiurina
    - Familie Ophiocanopidae
- Ordnung Ophiurida  Müller & Troschel, 1840
  - Unterordnung Chilophiurina  Matsumoto, 1915
    - Familie Ophiocomidae  Ljungman, 1867
    - Familie Ophiodermatidae  Ljungman, 1867
      - Gattung Ophiarachna Müller & Troschel, 1842
        - Ophiarachna incrassata (Olivgrüner Schlangenstern)

    - Familie Ophioleucidae
    - Familie Ophionereididae  Ljungman, 1867
    - Familie Ophiuridae  Lyman, 1865
      - Gattung Ophiura  Lamarck, 1801
        - Ophiura albida (Heller Schlangenstern)
        - Ophiura ophiura (Gewöhnlicher Schlangenstern)

  - Unterordnung Gnathophiurina  Matsumoto, 1915
    - Familie Amphilepididae  Matsumoto, 1915
    - Familie Amphiuridae  Ljungman, 1867
    - Familie Ophiactidae  Matsumoto, 1915
    - Familie Ophiothricidae  Ljungman, 1866
      - Gattung Ophiothrix Müller & Troschel, 1840
        - Ophiothrix fragilis (Zerbrechlicher Schlangenstern)

  - Unterordnung Laemophiurina  Matsumoto, 1915
    - Familie Hemieuryalidae
    - Familie Ophiacanthidae
- Ordnung Phrynophiurida  Matsumoto, 1915
  - Unterordnung Ophiomyxina  Fell, 1962
    - Familie Ophiomyxidae  Ljungman, 1866

  - Unterordnung Euryalina  Lamarck, 1816
    - Familie Asteronychidae  Müller & Troschel, 1842
    - Familie Asteroschematidae  Verrill, 1899
    - Familie Euryalidae
    - Familie Gorgonenhäupter (Gorgonocephalidae)  Ljungman, 1867